# 2010 en Israël
Chronologie d'Israël (en)
- 2006
- 2007
- 2008
- 2009
- 2010
- 2011
- 2012
- 2013
- 2014

Cette page concerne les évènements survenus en 2010 en Israël  :

## Évènement
- Mort en détention de Ben Zygier
- mai : révélation de l'affaire Anat Kamm–Uri Blau (en) (fuite de documents secrets)
- 31 mai : Abordage de la flottille pour Gaza (bilan : neuf morts et 28 blessés)
- 22 juin : Lancement du satellite Ofeq-9 (en).
- 30 juin : Résolution 1934 du Conseil de sécurité des Nations unies (en)
- juillet : Commission Turkel (en)
- 26 juillet : Crash du CH-53 israélien (en)
- 3 août : Incident de frontière israélo-libanais
- 30 août : Résolution 1937 du Conseil de sécurité des Nations unies
- décembre : Controverse autour de lettres de rabbins israéliens (en)
- 2 décembre : Incendie du Carmel
- 18 décembre : Meurtres de Neta Sorek et Kristine Luken (en)
- 22 décembre : Résolution 1965 du Conseil de sécurité des Nations unies (en)

## Sport
- Championnat d'Israël de football 2009-2010
- Championnat d'Israël de football 2010-2011
- 12-28 février : Participation d'Israël aux Jeux olympiques d'hiver de Vancouver.
- 6-9 juillet : Organisation des championnats d'Europe de VTT à Haïfa.

## Culture
- 14 mars : Participation d'Israël au Concours Eurovision de la chanson

### Sortie de film
- L'Affaire Rachel Singer
- Aisheen
- Mabul (en)
- Miral
- Rabies
- Téléphone arabe
- The Matchmaker (en)
- Un film inachevé
- Le Voyage du directeur des ressources humaines
- Zohi Sdom (en)

## Création
- Ahi Bir al-Maksur F.C. (en) (club de football)
- Bnei Netzarim
- F.C. Pardes Hanna-Karkur (en) (club de football)
- Festival de danse contemporaine de la vallée de Jezreel (en)
- Ganei Tal
- Musée du design de Holon

## Dissolution - Fermeture
- Baka Jatt
- Beitar Ihud Mashhad F.C. (en) (club de football)
- Hapoel Bnei Tamra F.C. (en) (club de football)

## Décès
- Sarah Doron, personnalité politique.
- Bruria Kaufman, physicienne.
- Nadav Levitan (en), réalisateur.
- Ehud Netzer, archéologue.